# Lista de vereadores de Euclides da Cunha da 18.ª legislatura
Esta é a lista de vereadores de Euclides da Cunha para a legislatura 2017–2020.

## Vereadores
Estes são os vereadores eleitos nas eleições de 2 de outubro de 2016. Das quinze vagas em disputa, o placar foi de sete para o PDT, cinco para o PSD, uma para o PT, uma para o PV e uma para o PSL.
|    | Nome                                                                                | Partido                               | Votos | %    | Observações      |
| -- | ----------------------------------------------------------------------------------- | ------------------------------------- | ----- | ---- | ---------------- |
| 1  | Simone Mattos Abreu (Euclides da Cunha, 04.05.1974–)                                | Partido Social Democrático (PSD)      | 2.618 | 8,21 |                  |
| 2  | Ireno Barreto Miranda (Euclides da Cunha, 05.05.1965–)                              | Partido Democrático Trabalhista (PDT) | 1.354 | 4,24 |                  |
| 3  | Romilda Lisboa Costa (Itiúba, 18.04.1945–)                                          | Partido Social Democrático (PSD)      | 1.247 | 3,91 |                  |
| 4  | Rubenilson Silva Campos, Rubenilson de Dr. Ranulfo (Euclides da Cunha, 25.09.1979–) | Partido Verde (PV)                    | 1.246 | 3,91 | Filiou-se ao PL  |
| 5  | Valdemir Dias Carneiro (Euclides da Cunha, 11.08.1977–)                             | Partido Social Democrático (PSD)      | 1.239 | 3,88 |                  |
| 6  | Genildo Costa de Melo, Nenem de Diassis (Euclides da Cunha, 08.03.1975–)            | Partido Social Democrático (PSD)      | 1.209 | 3,79 |                  |
| 7  | Professor Aroldo Rocha de Melo (Brejo do Cruz, 23.01.1953–)                         | Partido Social Democrático (PSD)      | 1.196 | 3,75 |                  |
| 8  | Idelmário Macedo Lima, Del Lima (Euclides da Cunha, 20.03.1960–)                    | Partido Democrático Trabalhista (PDT) | 1.185 | 3,71 | Filiou-se ao PSD |
| 9  | Bolivar Francisco Alves (2017-2018) (Euclides da Cunha, 05.02.1942–)                | Partido Democrático Trabalhista (PDT) | 1.152 | 3,61 |                  |
| 10 | José da Silva Santos Júnior, Júnior da Pax (Euclides da Cunha, 16.03.1986–)         | Partido Democrático Trabalhista (PDT) | 1.103 | 3,46 |                  |
| 11 | João Batista Pires Reis, Tita (2019-2020) (Macururé, 13.02.1957–)                   | Partido Democrático Trabalhista (PDT) | 1.064 | 3,34 |                  |
| 12 | José Humberto de Jesus, Mergulho (Euclides da Cunha, 19.04.1975–)                   | Partido Democrático Trabalhista (PDT) | 1.053 | 3,30 |                  |
| 13 | José Batista dos Reis, Adriano Reis (Euclides da Cunha, 30.05.1975–)                | Partido Democrático Trabalhista (PDT) | 1.011 | 3,17 |                  |
| 14 | Flávio de Jesus Dias, Cacique Flávio (Euclides da Cunha, 07.03.1978–)               | Partido dos Trabalhadores (PT)        | 948   | 2,97 |                  |
| 15 | João Alves da Silva, João Crente (Euclides da Cunha, 22.01.1962-)                   | Partido Social Liberal (PSL)          | 641   | 2,17 | Filiou-se ao PSD |

## Legenda
| Cor  | Significado          |
| Bege | Presidente da Câmara |
| Azul | Suplente             |

## Composição das bancadas
| Partido | Líder             | Bancada | Posição  |
| ------- | ----------------- | ------- | -------- |
| PDT     | Del Lima          | 7 / 15  | Governo  |
| PSD     | Valdemir Dias     | 5 / 15  | Oposição |
| PV      | Rubenilson Campos | 1 / 15  | Governo  |
| PT      | Cacique Flávio    | 1 / 15  | Oposição |
| PSL     | João Crente       | 1 / 15  | Oposição |

| Bloco    | Líder         | Bancada |
| -------- | ------------- | ------- |
| Governo  | Ireno Barreto | 8 / 15  |
| Oposição | Aroldo Rocha  | 7 / 15  |

## Mesa Diretora
| Mesa Diretora (2017-2018)   |                       |                        |         |                           |
| Nome                        | Início do mandato     | Fim do mandato         | Partido | Cargo                     |
| Bolivar Francisco Alves     | 1º de janeiro de 2017 | 31 de dezembro de 2018 | PDT     | Presidente da Câmara      |
| Simone de Mattos Abreu      | 1º de janeiro de 2017 | 31 de dezembro de 2018 | PSD     | Vice-presidente da Câmara |
| João Batista Pires Reis     | 1º de janeiro de 2017 | 31 de dezembro de 2018 | PDT     | 1º Secretário             |
| José da Silva Santos Júnior | 1º de janeiro de 2017 | 31 de dezembro de 2018 | PDT     | 2º Secretário             |

| Mesa Diretora (2019-2020)   |                       |                        |         |                           |
| Nome                        | Início do mandato     | Fim do mandato         | Partido | Cargo                     |
| João Batista Pires Reis     | 1º de janeiro de 2019 | 31 de dezembro de 2020 | PDT     | Presidente da Câmara      |
| José da Silva Santos Júnior | 1º de janeiro de 2019 | 31 de dezembro de 2020 | PDT     | Vice-presidente da Câmara |
| Flávio de Jesus Dias        | 1º de janeiro de 2019 | 31 de dezembro de 2020 | PT      | 1º Secretário             |
| José Humberto de Jesus      | 1º de janeiro de 2019 | 31 de dezembro de 2020 | PDT     | 2º Secretário             |